# Giōrgos Nasiopoulos
Giōrgos Nasiopoulos (in greco Γιώργος Νασιόπουλος?; Chalastra, 25 maggio 1973) è un ex calciatore greco, di ruolo attaccante.

## Carriera

### Club
Dal 1992 al 1994 gioca nella terza divisione greca con l'Asteras Ampelokipon; in seguito esordisce in massima serie con l'Edessaïkos, con cui in due stagioni totalizza complessivamente 46 presenze e 19 reti. Negli anni seguenti continua a giocare nella massima serie greca con le maglie di Panathīnaïkos, Kavala, Īraklīs e Chalkidona. In seguito ha anche giocato nella massima serie cipriota con le maglie di Digenīs Morphou ed APOEL, per poi tornare in patria in seconda divisione, categoria in cui gioca fino al ritiro nel 2008.

### Nazionale
Ha giocato la sua unica partita in nazionale subentrando dalla panchina nell'amichevole vinta per 2-1 contro la Georgia l'8 maggio 1996.

## Statistiche

### Cronologia presenze e reti in nazionale
| Cronologia completa delle presenze e delle reti in nazionale ― Grecia | Cronologia completa delle presenze e delle reti in nazionale ― Grecia | Cronologia completa delle presenze e delle reti in nazionale ― Grecia | Cronologia completa delle presenze e delle reti in nazionale ― Grecia | Cronologia completa delle presenze e delle reti in nazionale ― Grecia | Cronologia completa delle presenze e delle reti in nazionale ― Grecia | Cronologia completa delle presenze e delle reti in nazionale ― Grecia | Cronologia completa delle presenze e delle reti in nazionale ― Grecia |
| Data                                                                  | Città                                                                 | In casa                                                               | Risultato                                                             | Ospiti                                                                | Competizione                                                          | Reti                                                                  | Note                                                                  |
| --------------------------------------------------------------------- | --------------------------------------------------------------------- | --------------------------------------------------------------------- | --------------------------------------------------------------------- | --------------------------------------------------------------------- | --------------------------------------------------------------------- | --------------------------------------------------------------------- | --------------------------------------------------------------------- |
| 8-5-1996                                                              | Giannina                                                              | Grecia                                                                | 2 – 1                                                                 | Georgia                                                               | Amichevole                                                            | -                                                                     | 59’                                                                   |
| Totale                                                                |                                                                       | Presenze                                                              | 1                                                                     |                                                                       | Reti                                                                  | 0                                                                     |                                                                       |

## Palmarès

### Club

#### Competizioni nazionali
- Coppa di Cipro: 1

APOEL: 2005-2006